# Gemeinde Preddvor
Die Gemeinde Preddvor (deutsch: Höflein) ist eine Gemeinde unterhalb des Jezersko (deutsch Seebergsattel) in historischen Landschaft Oberkrain, Region Gorenjska in Slowenien, die
aus vierzehn Ortschaften besteht.
Der Hauptort Preddvor liegt auf 494 m, zehn km nordöstlich von Kranj.

## Ortschaften
In Klammern: die vor 1918 gebräuchlichen, deutschsprachigen Ortsnamen.
| - Bašelj, (dt.: „Baschel“) - Breg ob Kokri, (dt.: „Ranndorf an der Kanker“) - Hraše pri Preddvoru, (dt.: „Hrasche bei Höflein“) - Hrib, (dt.: „Obergörtschach“) - Kokra, (dt.: „Kanker“) - Mače, (dt.: „Katzendorf in der Oberkrain“) - Možjanca, (dt.: „Moisesberg“) | - Nova vas, (dt.: „Neudorf bei Höflein“) - Potoče, (dt.: „Pototsch“) - Preddvor, (dt.: „Höflein“) - Spodnja Bela, (dt.: „Niederfellach“) - Srednja Bela, (dt.: „Mitterfellach“) - Tupaliče, (dt.: „Tupalitsch“) - Zgornja Bela (dt.: „Oberfellach“) |

## Nachbargemeinden
| Tržič | Jezersko                                    |        |
| Kranj | Kompassrose, die auf Nachbargemeinden zeigt | Kamnik |
|       | Kranj, Šenčur, Cerklje na Gorenjskem        | Kranj  |

## Sonstiges
Der Ort Preddvor liegt am Fuße des Berges Storžič (2132 m) an der Kokra (deutsch Kanker), gut fünf Kilometer nördlich von Kranj in einer Gegend, in der vier Schlösser stehen: Das Schloss Turn pod novim gradom (Thurn unter Neuburg), wo einst die erste slowenische Schriftstellerin Josipina Urbančič – Turnograjska im Jahre 1833 geboren wurde und bis zu ihrer Hochzeit mit Lovro Toman 1853 lebte, die Schlösser Preddvor (Höflein) und Hrib (Obergörtschach) und die Ruinen des Schlosses von Novi grad (Obererckenstein). Bis zum Ende des Habsburgerreichs gehörte Preddvor zum Kronland Krain und war Teil des Gerichtsbezirks Krainburg bzw. des Bezirks Krainburg.